# Kulturen
Kulturen er et kulturhistorisk museum  i Lund i det vestlige Skåne. Det blev etableret i 1892. Kulturen er et af verdens ældste frilandsmuseer. Kulturen i Lund består af over 30 bygninger fra 1600-tallet og samlinger af blandt andet glas, malerier, musikinstrumenter og våben. Bygningerne er dels huse, som er flyttet hertil fra andre steder i de tidligere  danske områder Skåne, Blekinge samt Småland, dels rekonstruktioner. Ud over permanente udstillinger om design og universitetshistorie findes i Kulturen også skiftende udstillinger om historie og populærkultur.
Til Kulturen hører også Kulturens Östarp på Romeleåsen øst for Lund.
Den ældste bygning på museet er Dekanhuset fra 1300-tallet.

## Galleri
- Skårbystenen ved Kulturen.
- Dekanhuset.
- Locus Peccatorum.
- Berlingska huset, Borgarhuset og Thomanderska gården.
- Præstegårdshaven.

## Eksterne links
- Wikimedia Commons har flere filer relateret til Kulturen
- Kulturens hjemmeside (svensk)

55°42′17″N 13°11′47″Ø / 55.7046°N 13.1964°Ø